# Грецька мовна група
Грецька мовна група — гілка індоєвропейської мовної сім'ї, основним представником якої є грецька. У більшості класифікацій грецька мовна група складається лише з грецької мови,   але деякі лінгвісти використовують термін грецька мовна група для позначення групи, що складається з власне грецької та інших грецьких діалектів, які наразі або вимерли, або знаходяться на межі зникнення через асиміляцію.  

## Класифікація
Стародавні мови, які могли бути найближче споріднені з грецькою мовною групою — давньомакедонська  (ймовірно, діалект давньогрецької мови або найближчий її родич) та фригійська , не задокументовані достатньо добре, щоб дозволити детальне порівняння. Часто стверджується, що серед індоєвропейських живих мов грецька має найтісніші генетичні зв’язки з вірменською  та індоіранськими мовами  

## Мовне дерево
|  | Новогрецька мова                |
|  |                                 |
|  | Єврейсько-грецький діалект      |
|  |                                 |
|  | Кіпрський діалект грецької мови |
|  |                                 |

|  | Понтійський діалект                    |
|  |                                        |
|  | Кримсько-грецька мова (Румейська мова) |
|  |                                        |

| Італіотський діалект | Griko (Doric-influenced) |
|                      | Griko (Doric-influenced) |
|                      | Calabrian Greek          |
|                      |                          |

|  | Новогрецька мова                |
|  |                                 |
|  | Єврейсько-грецький діалект      |
|  |                                 |
|  | Кіпрський діалект грецької мови |
|  |                                 |

|  | Понтійський діалект                    |
|  |                                        |
|  | Кримсько-грецька мова (Румейська мова) |
|  |                                        |

| Італіотський діалект | Griko (Doric-influenced) |
|                      | Griko (Doric-influenced) |
|                      | Calabrian Greek          |
|                      |                          |

|  | Arcadocypriot †; related to Mycenaean?) |
|  |                                         |
|  | Pamphylian †                            |
|  |                                         |

|  | Новогрецька мова                |
|  |                                 |
|  | Єврейсько-грецький діалект      |
|  |                                 |
|  | Кіпрський діалект грецької мови |
|  |                                 |

|  | Понтійський діалект                    |
|  |                                        |
|  | Кримсько-грецька мова (Румейська мова) |
|  |                                        |

| Італіотський діалект | Griko (Doric-influenced) |
|                      | Griko (Doric-influenced) |
|                      | Calabrian Greek          |
|                      |                          |

|  | Новогрецька мова                |
|  |                                 |
|  | Єврейсько-грецький діалект      |
|  |                                 |
|  | Кіпрський діалект грецької мови |
|  |                                 |

|  | Понтійський діалект                    |
|  |                                        |
|  | Кримсько-грецька мова (Румейська мова) |
|  |                                        |

| Італіотський діалект | Griko (Doric-influenced) |
|                      | Griko (Doric-influenced) |
|                      | Calabrian Greek          |
|                      |                          |

|  | Arcadocypriot †; related to Mycenaean?) |
|  |                                         |
|  | Pamphylian †                            |
|  |                                         |

|  | Новогрецька мова                |
|  |                                 |
|  | Єврейсько-грецький діалект      |
|  |                                 |
|  | Кіпрський діалект грецької мови |
|  |                                 |

|  | Понтійський діалект                    |
|  |                                        |
|  | Кримсько-грецька мова (Румейська мова) |
|  |                                        |

| Італіотський діалект | Griko (Doric-influenced) |
|                      | Griko (Doric-influenced) |
|                      | Calabrian Greek          |
|                      |                          |

|  | Новогрецька мова                |
|  |                                 |
|  | Єврейсько-грецький діалект      |
|  |                                 |
|  | Кіпрський діалект грецької мови |
|  |                                 |

|  | Понтійський діалект                    |
|  |                                        |
|  | Кримсько-грецька мова (Румейська мова) |
|  |                                        |

| Італіотський діалект | Griko (Doric-influenced) |
|                      | Griko (Doric-influenced) |
|                      | Calabrian Greek          |
|                      |                          |

|  | Arcadocypriot †; related to Mycenaean?) |
|  |                                         |
|  | Pamphylian †                            |
|  |                                         |

|  | Новогрецька мова                |
|  |                                 |
|  | Єврейсько-грецький діалект      |
|  |                                 |
|  | Кіпрський діалект грецької мови |
|  |                                 |

|  | Понтійський діалект                    |
|  |                                        |
|  | Кримсько-грецька мова (Румейська мова) |
|  |                                        |

| Італіотський діалект | Griko (Doric-influenced) |
|                      | Griko (Doric-influenced) |
|                      | Calabrian Greek          |
|                      |                          |

|  | Новогрецька мова                |
|  |                                 |
|  | Єврейсько-грецький діалект      |
|  |                                 |
|  | Кіпрський діалект грецької мови |
|  |                                 |

|  | Понтійський діалект                    |
|  |                                        |
|  | Кримсько-грецька мова (Румейська мова) |
|  |                                        |

| Італіотський діалект | Griko (Doric-influenced) |
|                      | Griko (Doric-influenced) |
|                      | Calabrian Greek          |
|                      |                          |

|  | Arcadocypriot †; related to Mycenaean?) |
|  |                                         |
|  | Pamphylian †                            |
|  |                                         |